# Бояриново
Бояриново — деревня в Себежском районе Псковской области России. Входит в состав городского поселения Идрица. 

## География
Расположена на восточном берегу озера Нища, в 44 км к юго-востоку от города Себеж.

## История
С января 1995 до апреля 2005 года деревня была административным центром ныне упразднённой Бояриновской волости.

## Население
| 2001 | 2002 | 2010 |
| ---- | ---- | ---- |
| 403  | ↘369 | ↘242 |

Численность населения деревни по оценке на начало 2001 года составляла 403 жителя.
Согласно результатам переписи 2002 года, в национальной структуре населения русские составляли 95 % от общей численности населения в 369 чел..

## Инфраструктура
Объект культурного наследия регионального значения «Братская могила воинов Советской Армии, погибших в 1944 г.». Здесь же похоронен Уразов Чутак (1920—1944), Герой Советского Союза.

## Транспорт
Стоит на автодороге 58К-549 Идрица-Чайки.